# Campeonato da Oceania de Futebol Feminino de 2003
O Campeonato da Oceania de Futebol Feminino de 2003 foi a sétima edição deste torneio de futebol feminino organizado pela Confederação de Futebol da Oceania (OFC).< Ocorreu em Camberra, Austrália entre 5 e 13 de abril. A Austrália foi a campeã da competição.

## Classificação
Originalmente foram anunciados dez participantes, porém Samoa Americana, Taiti, Tonga, Fiji e Vanutu se retiraram do torneio. Após as três primeiras desistências (Samoa Americana, Taiti, Tonga), foi combinado no mês anterior ao da competição que haveriam dois grupos, um com quatro seleções (Grupo A: Austrália, Ilhas Cook, Fiji e Samoa) e outro com três (B: Nova Zelândia, Papua-Nova Guiné e Vanutu); porém, Fiji e Vanutu desistiram após a definição dessa escalação. Portanto, a competição foi feita com um único grupo de cinco times da seguinte forma: 
| Seleção          | Pts | J | V | E | D | GP | GC | SG  |
| ---------------- | --- | - | - | - | - | -- | -- | --- |
| Austrália        | 12  | 4 | 4 | 0 | 0 | 45 | 0  | +45 |
| Nova Zelândia    | 9   | 4 | 3 | 0 | 1 | 29 | 2  | +27 |
| Papua-Nova Guiné | 6   | 4 | 2 | 0 | 2 | 10 | 21 | −11 |
| Samoa            | 3   | 4 | 1 | 0 | 3 | 3  | 39 | −36 |
| Ilhas Cook       | 0   | 4 | 0 | 0 | 4 | 1  | 26 | −25 |

## Jogos
Todas as partidas do Campeonato foram feitas no Belconnen Soccer Centre em Camberra entre 5 e 13 de abril de 2003.
| 5 de Abril | Ilhas Cook | 6 – 1 | Papua-Nova Guiné |              |
|            |            |       |                  | Público: 250 |

| 5 de Abril | Austrália | 19 – 0 | Samoa |              |
|            |           |        |       | Público: 750 |

| 7 de Abril | Austrália | 11 – 0 | Ilhas Cook |              |
|            |           |        |            | Público: 600 |

| 7 de Abril | Samoa | 0 – 15 | Nova Zelândia |              |
|            |       |        |               | Público: 200 |

| 9 de Abril | Ilhas Cook | 0 – 9 | Nova Zelândia |              |
|            |            |       |               | Público: 250 |

| 9 de Abril | Austrália | 13 – 0 | Papua-Nova Guiné |              |
|            |           |        |                  | Público: 600 |

| 11 de Abril | Papua-Nova Guiné | 0 – 5 | Nova Zelândia |              |
|             |                  |       |               | Público: 250 |

| 11 de Abril | Ilhas Cook | 0 – 1 | Samoa |              |
|             |            |       |       | Público: 250 |

| 13 de Abril | Papua-Nova Guiné | 5 – 2 | Samoa |              |
|             |                  |       |       | Público: 550 |

| 13 de Abril | Austrália | 2 – 0 | Nova Zelândia |                |
|             |           |       |               | Público: 2 200 |